# Augustus Hill Garland
Pour les articles homonymes, voir Garland.
Augustus Hill Garland, né le 11 juin 1832 dans le comté de Tipton (Tennessee) et mort le 26 janvier 1899 à Washington (district de Columbia), est un juriste et homme politique américain. Membre du Parti démocrate, il est représentant (1862-1864) puis sénateur (1864-1865) de l'Arkansas dans le Congrès des États confédérés, avant de devenir gouverneur et sénateur de l'Arkansas une fois la guerre de Sécession terminée. Il occupe également le poste de procureur général des États-Unis entre 1885 et 1889 dans la première administration du président Grover Cleveland, avant de se retirer de la vie politique afin d'exercer le droit.

## Biographie
Augustus Hill Garland est né le 11 juin 1832 dans le comté de Tipton au Tennessee. Il poursuit son éducation au St. Mary's College de Lebanon dans le Kentucky puis au St. Joseph's College à Bardstown dans le même État. Ayant étudié le droit, Garland est admis au barreau en 1853 et est parti exercer le droit pendant six ans à Washington dans l'Arkansas. Il devient par la suite délégué à la convention, instaurée à l'initiative de l'Arkansas, dont l'objectif était d'examiner les relations entre l'État et le gouvernement fédéral à la suite de l’élection du président Abraham Lincoln.
Une fois la sécession proclamée, il est élu au Congrès provisoire des États confédérés qui s'était réuni en 1861. Il est ensuite devenu membre de la Chambre des représentants des États confédérés puis du Sénat des États confédérés. En 1866, une fois la guerre de Sécession terminée, il est finalement élu au Sénat des États-Unis, sans qu'il puisse pour autant siéger au Congrès étant donné que l'Arkansas n'avait pas encore été réadmis dans l'Union. En 1874, il est élu au poste de gouverneur de l'Arkansas avant de redevenir sénateur des États-Unis entre 1877 et 1885, date à laquelle il est nommé procureur général des États-Unis par le président Grover Cleveland (un poste qu'il a conservé durant toute la durée de la première administration Cleveland). En 1883, il se fait le porte-parole auprès du Congrès de l'Exposition internationale de l'industrie du coton qui est inaugurée en décembre 1884 à La Nouvelle-Orléans.
Augustus Garland meurt le 26 janvier 1899, alors qu'il plaidait une affaire devant la Cour suprême.